# Storia degli ebrei in Algeria

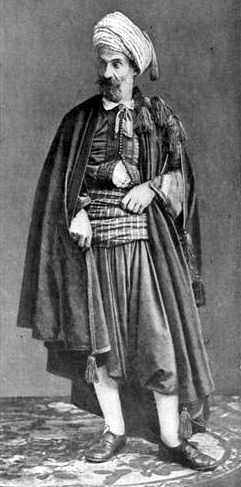
Ebreo d'Algeria, XIX secolo

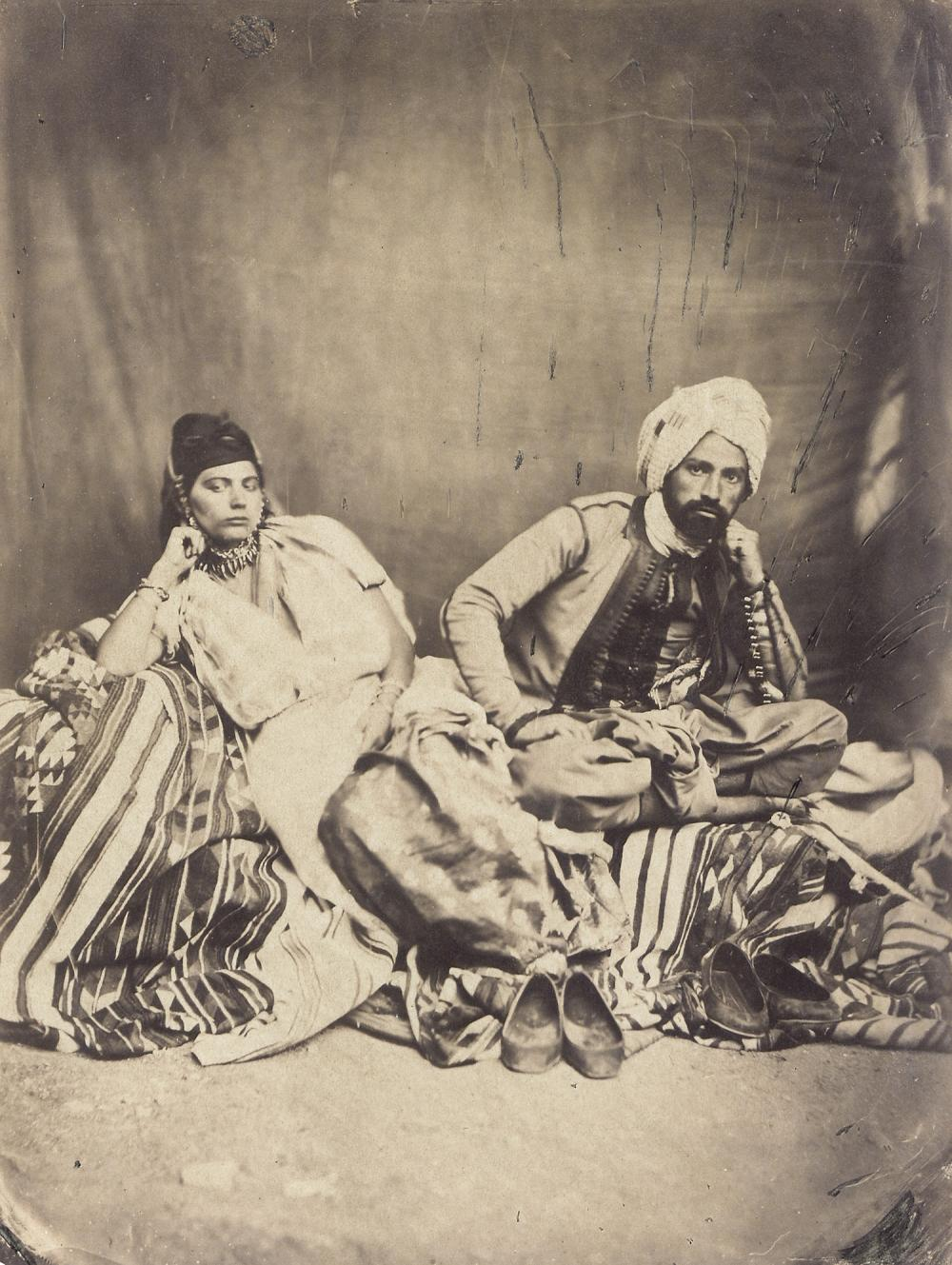
Coppia di ebrei algerini, 1856-1858, fotografia fatta da Félix-Jacques Moulin

Una delle più antiche comunità ebraiche del Nordafrica fu quella degli ebrei d'Algeria. La storia di questa comunità inizia nell'antichità, anche se non è possibile risalire con certezza al tempo esatto dell'arrivo dei primi ebrei nel territorio della moderna Algeria. Diverse ondate di immigrazione contribuirono ad aumentare il numero degli ebrei algerini.

È possibile che ci fossero degli ebrei durante il periodo cartaginese dell'Algeria, ma lo sviluppo delle comunità ebraiche iniziò con la dominazione romana. Le rivolte ebraiche del I e del II secolo nella Giudea causarono l'arrivo in Algeria di immigrati ebrei in fuga dalla repressione romana. Il proselitismo che gli ebrei fecero tra i berberi è un fatto storico accertato, ma la sua importanza è ancora dibattuta.
La conquista musulmana del Nord Africa, e quindi dell'Algeria, venne completata nell'VIII secolo. Gli ebrei sotto il nuovo dominio islamico, in quanto "Gente del Libro", ottennero lo status di dhimmi e fu garantita loro la libertà religiosa.

Nuove ondate di immigrazione ebraica successivamente rafforzarono le comunità ebraiche algerine: gli ebrei in fuga dalla Spagna a causa delle persecuzioni visigote del VI e VII secolo, e nuovamente a causa delle persecuzioni legate alla Reconquista cristiana della Spagna, dal XIV al XVI secolo; quindi è chiaro che l'ebraismo sefardita iberico influenzò in maniera molto forte l'ebraismo algerino.
Nel XVIII secolo altri ebrei, per lo più livornesi, arrivarono in Algeria, giocando un ruolo molto importante nel commercio con l'Europa e l'impero ottomano. Più tardi, nel XIX secolo, l'Algeria accolse molti ebrei marocchini della città di Tétouan.

## Invasione araba e resistenza berbera

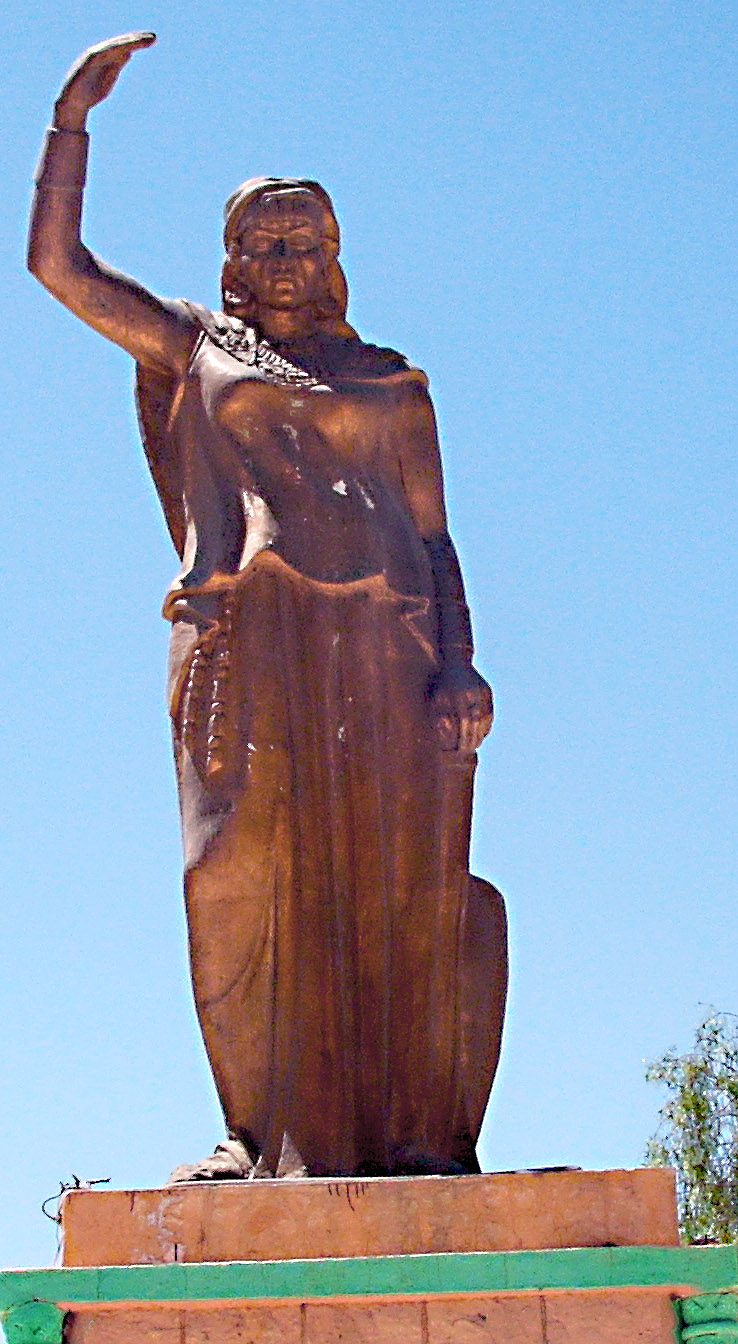
Monumento in Algeria dedicato a Kahina, la regina berbera che si oppose all'invasione araba.

La resistenza contro l'invasione araba nel VII secolo fu organizzata nei pressi di Biskra e nelle montagne dell'Aurès, dove la Kahina, la regina berbera della tribù degli Jarawa, inflisse severe sconfitte agli Arabi. La morte della Kāhina nel 693 coincise con la fine dell'indipendenza berbera. La maggior parte dei berberi Jarawa si convertì all'Islam, mentre altri fuggirono a ovest e a sud, rafforzando le locali comunità ebraiche. Gli ebrei arabi, che seguirono gli eserciti arabi in gran numero, ricostruirono le comunità ebraiche algerine. Gli ebrei nei centri urbani, come Medjana e M'Sila, erano Rabbaniti, così come gli ebrei delle capitali dei vari regni berberi quali Achir, Tiaret, (dove visse il filologo Judah ibn Quraysh), Tlemcen, e Qal'at Banu Hammad, (dove probabilmente nacque Isaac Alfasi, in arabo Isḥāq al-Fāsī). Queste comunità erano in contatto con le comunità di Fès a ovest e Qayrawan a est, nonché con il Gaon di Babilonia e Palestina. In parte fu grazie a loro che gli insegnamenti delle accademie talmudiche di Sura e Pumbedita, e più tardi di Qayrawan, poterono diffondersi in Marocco, e in al-Andalus. Vi furono diversi grandi maestri ebrei sparsi nelle regioni a nord del deserto del Sahara. Le tribù ebraiche della regione di Wargha erano Caraiti, erano nomadi guerrieri come i loro simili musulmani. I loro discendenti furono chiamati "Bahusim" e sono rimasti nella parte orientale dell'Algeria fino ai tempi moderni. Nel X secolo, un ebreo di nome Abū l-Faraj fomentò una grande rivolta delle tribù berbere della regione di Sétif contro gli emiri della dinastia Ziride. Venne sconfitto, catturato e torturato a morte nel 989.

## Dominazione islamica
Sotto il governo tollerante delle dinastie islamiche dei Fatimidi, degli Ziridi, dei Hammadidi e degli Almoravidi le comunità ebraiche ebbero un periodo di fioritura culturale ed economica, gli ebrei servivano i sultani come tesorieri, consiglieri, diplomatici, mercanti e in alcuni casi anche come visir.

Questo periodo di tolleranza venne bruscamente interrotto dall'avvento al potere della dinastia almohade: all'inizio del XII secolo apparve tra le tribù berbere di montagna sedentarie installate nell'Anti Atlante, un personaggio carismatico che impose una teologia morale rigorosa, puritana e ferocemente monoteista. Usando la lingua berbera per la diffusione delle sue idee e basandosi su una piccola cerchia di credenti, il "Mahdi" Ibn Tūmart rivoluzionò il rapporto dei berberi con la religione. Dopo la sua morte intorno al 1128, il suo fedele più vicino, ʿAbd al-Muʾmin prese il titolo di califfo in riferimento al primo compagno del Profeta, Abū Bakr, cinque secoli prima.
Sotto la direzione di ʿAbd al-Muʾmin, gli Almohadi in 20 anni rovesciarono l'Impero almoravide, estendendo il loro potere su tutto il Maghreb e al-Andalus (la Spagna islamica) e imposero un Islam intollerante ed estremista. La dottrina del Mahdi non poteva che rafforzare l'intolleranza verso le altre religioni. L'applicazione di questa politica creò un profondo terrore fra le comunità ebraiche e ci furono molte esecuzioni e conversioni forzate: c'è un documento che menziona l'esecuzione di 150 ebrei a Sigilmassa, il capo della comunità ebraica di Fès, Rabbi Judah ibn Hacohen Shoushan venne giustiziato nel 1165. Alcune famiglie ebraiche riuscirono a fuggire, tra cui quella di Maimonide che fuggì in Egitto.
In altre parti del Nord Africa, gli ebrei vennero autorizzati ad andare in esilio.
Dopo le prime grandi ondate di conquista, l'atteggiamento degli Almohadi divenne meno intransigente. Molte sinagoghe precedentemente distrutte, chiuse o convertite in moschee vennero ricostruite o riaperte, molte famiglie convertite con la forza all'islam vennero autorizzate a riconvertirsi al giudaismo, alcune anche dopo due o tre generazioni.
La decadenza della dinastia almohade iniziò nel XIII secolo, dopo la loro sconfitta nella battaglia di Las Navas de Tolosa, il loro impero iniziò lentamente a sgretolarsi, quindi nel Maghreb e nella Spagna islamica presero il potere delle dinastie locali. In Algeria prese il potere la dinastia zayyanide, che fondò il Regno di Tlemcen.

## Immigrazione sefardita
Dal XIV fino al XVII secolo, ci fu verso il Regno di Tlemcen un'immigrazione di massa di ebrei iberici sefarditi, soprattutto dopo i moti anti-ebraici del 1391 in Catalogna, Aragona, Maiorca e Valencia.

Gli ebrei in fuga dalla persecuzioni cristiane si rifugiarono in particolar modo in Algeria, tant'è vero che Algeri divenne un grande ed importante centro di cultura ebraica nel XV secolo. Gli immigrati spagnoli sbarcavano ad Algeri, Orano, Mostaganem e Bijaya, per poi raggiungere le città dell'interno, dove si stabilirono definitivamente, con il permesso delle autorità musulmane.

Una cronaca dell'epoca dice:
Nel complesso, gli ebrei vennero ben accolti dalle comunità ebraiche native, ma per un periodo di tempo iniziale formarono due gruppi separati.
Gli ebrei algerini nativi erano conosciuti come "portatori di turbanti", i nuovi arrivati invece erano chiamati "portatori di birettas". Notevolmente superiori agli ebrei nativi dal punto di vista culturale e nell'attività commerciale, gli ebrei sefarditi presero presto il sopravvento sulle comunità, e già nei primi anni del XV secolo i rabbini di origini spagnole si trovavano a capo della maggior parte delle comunità ebraiche algerine: ad Algeri, i rabbini capi furono Isaac ben Sheshet Barfat, noto come "Ribash", e Simon ben Zemah Duran I, detto "Raṣhbaẓ", a Orano, Amram ben Merovas Ephrati, a Costantina, Joseph ben Menir e Maimun ben Saadia Najar, a Médéa, Saadia Darmon, a Tlemcen, Abraham ben Hakin ed Efraim Ankawa, a Bijaya, Benjamin Amer, e così via.
La più grande ondata di immigrazione ebraica in Maghreb si ebbe dopo che i Re cattolici di Spagna, Isabella di Castiglia e Ferdinando II di Aragona decretarono l'espulsione degli ebrei da tutti i territori soggetti alla corona spagnola nel marzo 1492. Questi nuovi immigrati una volta arrivati in Algeria si stabilirono inizialmente nelle città costiere e nelle principali città dell'interno, fondendosi gradualmente con gli ebrei indigeni. Si stabilirono principalmente lungo la costa di Honaïne, ad Orano, Mostaganem, Ténès, Algeri e Bijaya. Molti ebrei si stabilirono a Tlemcen e in altre città di pianura, come Costantina, Miliana e Medea.

Dal XVI secolo iniziò l'immigrazione di un flusso costante di marrani di origini portoghesi, di ebrei dalla Francia, dall'Italia (Livorno soprattutto) e da Costantinopoli.
Gli ebrei di origini spagnole (sefarditi), introdussero la liturgia ebraica spagnola nell'ebraismo algerino.
 
Tra le famiglie di ebrei espulsi dalla Spagna che si rifugiarono ad Algeri, ci furono le famiglie Stora, Duran, Seror, Benhaim, Oualid e Ayache. Queste famiglie rivendicano un'ascendenza puramente spagnola.
Gli spagnoli occuparono Orano dal 1509 al 1709 e Bijaya dal 1509 al 1555, durante questi periodi le proprietà ebraiche vennero saccheggiate e molti ebrei vennero venduti come schiavi.

## Organizzazione delle comunità
I rifugiati sefarditi del 1391 stimolarono il commercio algerino e portarono prosperità economica anche alle comunità ebraiche più remote. Gli ebrei iniziarono ad esportare all'Europa piume di struzzo del Mzab e l'oro africano di Tuat, così come burnus, tappeti, cereali, lana e pelli, mentre i prodotti europei venivano a loro volta venduti in Africa dagli stessi mercanti ebrei. Durante questo periodo relativamente tollerante sotto il governo della dinastia zayyanide, gli ebrei avevano il diritto di possedere proprietà, schiavi, e bestiame. Nelle regioni soggette al potere centrale, gli ebrei pagavano la jizya, l'imposta applicata a tutti i non musulmani. I loro rabbini erano esenti da essa, come lo erano i mercanti, soprattutto i discendenti degli esuli spagnoli, perché pagavano già un'imposta doganale sulle importazioni. Gli ebrei nativi avevano quindi una posizione inferiore rispetto ai sefarditi. Inoltre, i sefarditi avevano un quartiere separato, nonché la sinagoga, e persino il cimitero. Anche il loro abbigliamento era anche diverso da quello degli ebrei nativi, essi indossavano dei berretti o dei cappucci, mentre gli ebrei indigeni indossavano dei turbanti. Per questo, gli ebrei di origine iberica (chiamati in Maghreb megorashim) erano chiamati anche ba'alei ha-Kappus o kabbusiyyin, in contrasto con i ba'alei ha-mi'nefet, gli ebrei nativi.
L'organizzazione ufficiale delle comunità venne creata nel XIV secolo e rimase in vigore fino al 1830. A capo di ogni comunità vi era uno shaykh al-Yahūd, o Zaken ha-Yehudim, chiamato anche Muqaddam, che veniva nominato dalle autorità musulmane. Aveva a disposizione una prigione e un corpo armato, per punire i criminali (ebrei) e coloro che non seguivano le regole religiose ebraiche ufficiali. Egli nominava dei funzionari (gedolei ha-Kahal, hakahal ziknei) che raccoglievano gestivano i fondi di beneficenza, la sinagoga e le istituzioni caritative.

I tribunali rabbinici erano formati da tre giudici scelti e pagati dalla comunità.
Anche se i tribunali rabbinici erano disponibili per gli ebrei algerini, gli ebrei tendevano a rivolgersi spesso a tribunali civili musulmani. Per scoraggiare questa pratica i rabbini minacciavano, e spesso effettuarono, decreti di scomunica.
Le relazioni tra ebrei e musulmani erano, nel complesso, buone. Ci furono occasionalmente scoppi di intolleranza che dettero luogo a persecuzioni locali. In alcune città, in quei momenti, gli ebrei avevano il diritto di rifugiarsi nelle moschee, anche se generalmente, in situazioni normali, era vietato l'ingresso ai non musulmani. I leader religiosi musulmani a volte difesero gli ebrei, ad esempio, il marabutto (santo musulmano) di Blida, fermò un pogrom e costrinse i saccheggiatori a restituire il bottino che avevano predato agli ebrei.

## Dominio ottomano

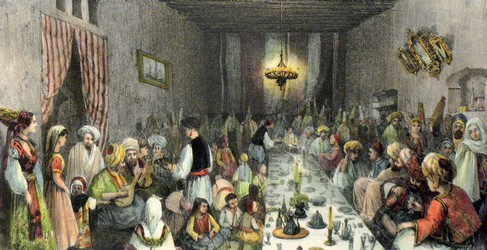
Festa ebraica d'Algeria, 1835.

Sotto la dominazione turca, dal 1519 fino al XIX secolo, gli ebrei della reggenza d'Algeri godettero di una relativa sicurezza, essendo praticamente garantito loro il libero esercizio della loro religione e la libertà di amministrare i propri affari.

Tuttavia i turchi, che divennero la nuova classe dirigente, trattarono gli indigeni, sia musulmani sia ebrei, con disprezzo. Gli ebrei, che vivevano in quartieri separati, erano alla loro mercé. I turchi aumentarono loro le restrizioni, aumentando le tasse, la maggior parte dei governatori turchi era guidata più dall'avidità che dal fanatismo. Allo stesso tempo, le autorità ottomane utilizzarono gli ebrei come loro consiglieri, medici, finanzieri e diplomatici. I governanti musulmani affidavano ai diplomatici ebrei il difficile compito di mantenere buoni i rapporti con l'Europa, un compito che veniva complicato dai frequenti attacchi dei corsari barbareschi ai danni delle navi europee, pratica tollerata dai governanti algerini. 
L'assassinio nel 1805 di un importante consigliere del dey, il potente Neftali Busnach, fece scaturire l'unico pogrom contro gli ebrei che avvenne nella storia di Algeri.
I pericoli più gravi gli ebrei gli correvano nei villaggi e nelle città occupate dagli spagnoli, dove vi era un marcato fanatismo, fomentato dall'Inquisizione spagnola. Quando gli spagnoli conquistarono Tlemcen nel 1563, uccisero circa millecinquecento ebrei della città, riducendo in schiavitù i sopravvissuti, nel 1669 gli spagnoli espulsero gli ebrei dalla città di Orano e riconvertirono la sinagoga in una chiesa cattolica. Non c'è da meravigliarsi, quindi, del fatto che gli ebrei algerini dimostrarono pubblicamente la loro gioia in diverse occasioni quando i turchi sconfissero gli spagnoli.
Nel XVIII secolo alcune comunità ebraiche distrutte dagli spagnoli furono ristabilite o ingrandite sotto il governo favorevole dei dey turchi. Nel 1792, quando la città di Orano venne evacuata definitivamente dagli spagnoli, il dey Muḥammad al-Kabīr invitò e favorì l'immigrazione degli ebrei di Tlemcen, Mostaganem, Mascara e Nedroma verso la città, inoltre concesse loro, in cambio del pagamento di alcune imposte, e di costruire entro limiti stabiliti, un quartiere ebraico, situato in quello che è oggi il Chateau-Neuf di Orano. A Costantina il dey Salah donò agli ebrei della città un terreno per creare un quartiere ebraico con confini indefiniti tra il Suq al-Aseur e la porta di al-Qantara. Essi si stabilirono lì, edificando i loro edifici, popolando quella parte di città fino al deserto.
Nel XVII secolo un nuovo elemento ebraico arrivò in Algeria, soprattutto ad Algeri. Questi erano gli ebrei livornesi, chiamati Gorneyim, che presto raggiunsero una grande importanza nei settori economici e sociali della reggenza. Immigrarono in Algeria per motivi commerciali, e nel corso del XVIII secolo, divennero i principali banchieri dei dey, intermediari tra loro e le potenze europee, nonché rispettati consiglieri e influenti uomini di corte.

## Colonizzazione francese

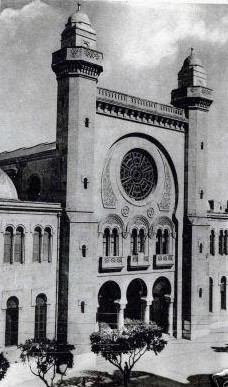
La Grande sinagoga di Orano prima del 1918.

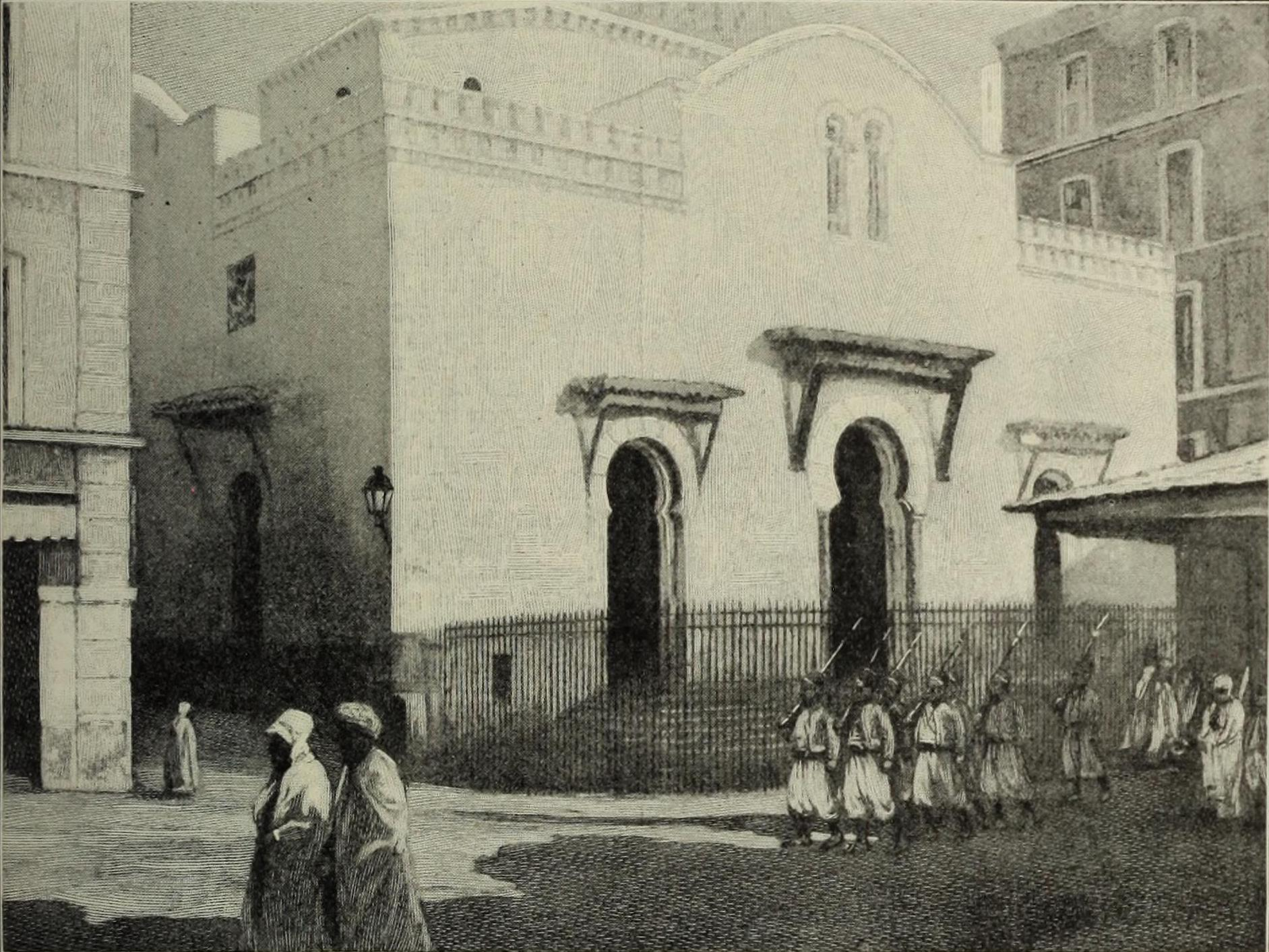
Cambio della guardia davanti alla sinagoga di Algeri durante i moti antisemiti del 1898.

La colonizzazione francese dell'Algeria durò dal 1830 al 1962.

Nel periodo coloniale ciascun consiglio comunale e ciascuna camera di commercio ebbero uno o due membri ebrei. Nel 1858 un consigliere generale ebreo venne eletto per ciascuna provincia. I Rabbini capi venivano nominati e pagati dal governo.

L'assimilazione culturale degli ebrei algerini con i francesi fu così rapida che provocò una rottura con alcune vecchie tradizioni ebraiche. Alcuni tradizionalisti ebrei tentarono di fermare l'assimilazione totale. La formazione culturale francese, nonostante i suoi vantaggi, portò molti ebrei a lasciare l'ebraismo. Per contrastare questa tendenza vennero aperte molte scuole ebraiche in diverse città dell'Algeria.

Molti ebrei divennero magistrati, medici, avvocati, ingegneri, alti ufficiali dell'esercito e professori universitari.
Il 24 ottobre 1870, grazie al decreto Crémieux, tutti gli ebrei algerini divennero cittadini francesi, ad eccezione di quelli del sud, la cui situazione giuridica era incerta. La naturalizzazione di circa 35.000 ebrei provocò un'ondata di antisemitismo tra i coloni francesi. Gli ebrei furono attaccati a Tlemcen nel 1881, ad Algeri nel 1882, 1897 e 1898, ad Orano e Sétif nel 1883 e a Mostaganem nel 1897, dove la violenza raggiunse il suo picco.

Fino al 1900 ci furono in tutte le città e villaggi casi di saccheggi, omicidi, e profanazioni di sinagoghe. Il cosiddetto "affare Dreyfus" alimentò ancora di più l'antisemitismo. Un partito antisemita, capeggiato da Edouard Drumont, salì al potere ad Algeri: vennero adottate molte misure contro gli ebrei. A Costantina, per ordine del vicesindaco Émile Morinaud, gli ebrei non furono ammessi negli ospedali, né come pazienti né come medici. L'illegittimità di tali misure, unitamente al fatto che i musulmani non lo sostennero, portò alla sconfitta del partito antisemita, che nel 1902 cessò di esistere del tutto.

Va sottolineato che l'ondata di antisemitismo scoppiò unicamente tra i coloni francesi. L'antisemitismo derivò dalla paura di un crollo della gerarchia coloniale, e dal timore che degli elementi considerati "inferiori" potessero diventare parte della classe dirigente.
La partecipazione degli ebrei alla prima guerra mondiale provocò un miglioramento delle relazioni, anche se nel 1921 ci fu una nuova esplosione di odio antisemita ad Orano. L'ascesa al potere di Hilter, facilitò una nuova ondata di campagne antisemite, ben alimentate da uno strisciante antisemitismo in madrepatria. Ciò provocò un massacro di ebrei a Costantina nel 1934.

## Olocausto
Nonostante il coraggio dimostrato dagli ebrei sul fronte durante la seconda guerra mondiale, una delle prime misure adottate dopo la sconfitta francese del 1940 fu quella di abrogare il decreto Crémieux. Per i 117.646 ebrei d'Algeria iniziò un periodo buio: esclusione sociale, impoverimento e umiliazioni colpirono le comunità ebraiche algerine. L'amministrazione francese applicò le leggi razziali di Vichy con estremo rigore: ad esempio i bambini ebrei furono cacciati dalle scuole. Gli ebrei si organizzarono creando scuole private pagate da tutte le comunità, anche se l'onere finanziario era pesante. Tempo dopo, il governo proibì totalmente l'educazione ebraica e mise le scuole ebraiche sotto uno stretto controllo.
Gli ebrei algerini crearono quindi il movimento di resistenza anti-coloniale algerino. L'attività del movimento portò ad un'insurrezione ad Algeri guidata dall'ebreo Jose Abulker, l'8 novembre 1942, mentre gli americani sbarcavano nel paese (Operazione Torch). Paradossalmente, dopo questa vittoria degli Alleati in Algeria, il generale Giraud, l'ammiraglio Darlan e il governatore Yves Catel, con la complicità del rappresentante diplomatico degli Stati Uniti, Robert Murphy, presero nuove misure contro gli ebrei, compresa la creazione di campi di detenzione. Le proteste delle organizzazioni internazionali del Comitato francese di Liberazione nazionale, nonché l'intervento di altolocati ebrei, musulmani e cristiani contro quest'ingiustizia, e infine l'intervento personale del presidente Roosevelt, riportò in vigore il decreto Crémieux, il 20 ottobre 1943. Tuttavia, fu solo nel 1947 che l'uguaglianza per tutti venne proclamata ufficialmente.

## Storia contemporanea
Nel 1962, in seguito alla Guerra d'Algeria la comunità ebraica emigrò in massa verso la Francia insieme alla comunità pieds-noirs, stabilendosi per la maggior parte nelle principali città del paese. Una minoranza scelse Israele.
Nel 1982 c'erano solo 200 ebrei in Algeria. Gli ultimi ebrei abbandonarono l'Algeria negli anni '90 a causa dello scoppio della guerra civile.
Nel 1999, il presidente algerino Abdelaziz Bouteflika rese omaggio agli ebrei di Costantina, in occasione del 2500º anniversario della fondazione della città.